# Нессен, Ян-Улов
Ян-У́лов Гу́ллик «Я́нне» Не́ссен (швед. Jan-Olov Gullik «Janne» Nässén; род. 8 декабря 1957) — шведский кёрлингист и тренер по кёрлингу
В составе мужской сборной команды Швеции участник трёх чемпионатов мира (в 1994 серебряные и в 1989 бронзовые призёры).
Играл в основном на позиции четвёртого, несколько лет был скипом своей команды.
В 1995 введён в Зал славы шведского кёрлинга (швед. Stora Curlare).

## Достижения
- Чемпионат мира по кёрлингу среди мужчин: серебро (1994), бронза (1989)
- Чемпионат Швеции по кёрлингу среди ветеранов: золото (2003), бронза (2014).

## Команды
| Сезон   | Четвёртый      | Третий         | Второй           | Первый          | Запасной         | Турниры            |
| ------- | -------------- | -------------- | ---------------- | --------------- | ---------------- | ------------------ |
| 1988—89 | Томас Норгрен  | Ян-Улов Нессен | Андерс Лёф       | Микаэль Юнгберг | Петер Седервалль | ЧМ 1989            |
| 1993—94 | Ян-Улов Нессен | Андерс Лёф     | Микаэль Юнгберг  | Лейф Сеттер     | Эрьян Юнссон     | ЧМ 1994            |
| 1994—95 | Пейя Линдхольм | Томас Нурдин   | Магнус Свартлинг | Петер Наруп     | Ян-Улов Нессен   | ЧМ 1995 (7 место)  |
| 2002—03 | Ян-Улов Нессен | Андерс Лёф     | Микаэль Юнгберг  | Лейф Сеттер     |                  | ЧШВ 2003           |
| 2008—09 | Ян-Улов Нессен | Андерс Лёф     | Микаэль Юнгберг  | Лейф Сеттер     |                  |                    |
| 2012—13 | Ян-Улов Нессен | Андерс Лёф     | Микаэль Юнгберг  | Лейф Сеттер     |                  | ЧШВ 2013 (5 место) |
| 2013—14 | Ян-Улов Нессен | Андерс Лёф     | Микаэль Юнгберг  | Лейф Сеттер     |                  | ЧШВ 2014           |

(скипы выделены полужирным шрифтом)

## Результаты как тренера национальных сборных
| Год  | Турнир                                        | Сборная              | Место |
| ---- | --------------------------------------------- | -------------------- | ----- |
| 1996 | Чемпионат Европы по кёрлингу 1996             | Швеция (женщины)     | 2     |
| 1999 | Чемпионат мира по кёрлингу среди юниоров 1999 | Швеция (юниоры жен.) | 4     |